# East Hereford
East Hereford es un municipio canadiense situado en la provincia de Quebec.

## Superficie
East Hereford tiene una superficie de 72,1 km².

## Demografía
En 2021, tenía 282 habitantes, una densidad poblacional de 3,9 hab./km², y 158 viviendas.